# 法布罗
法布罗（義大利語：Fabro），是意大利特尔尼省的一个市镇。总面积34.33平方公里，人口2906人，人口密度84.6人/平方公里（2009年）。ISTAT代码为055011。